# Xanthorhoe emmelopis
Xanthorhoe emmelopis là một loài bướm đêm trong họ Geometridae.